# Vittaria squamosipes
Vittaria squamosipes är en kantbräkenväxtart som beskrevs av Cornelis Rugier Willem Karel van Alderwerelt van Rosenburgh. Vittaria squamosipes ingår i släktet Vittaria och familjen Pteridaceae. Inga underarter finns listade.